# Августа Ройсс-Кестріцька (1822-1862)
Августа Матильда Вільгельміна Ройсс-Кестріцька (нім. Auguste Mathilde Wilhelmine Reuß zu Köstritz; 26 травня 1822 — 3 березня 1862) — принцеса Ройсс-Кестріцька, донька принца Генріха LXIII Ройсс-Кестріцького та графині Елеонори Штольберг-Вернігеродської, перша дружина великого герцога Мекленбург-Шверінського Фрідріха Франца II.

## Біографія
Авґуста народилася 26 травня 1822 року у Кліпгаузені в Саксонському королівстві. Вона була третьою дитиною та другою донькою в родині принца Генріха LXIII Ройсс-Кестріцького та його першої дружини Елеонори Штольберг-Вернігеродської. Мала старшу сестру Йоганну та брата Генріха IV. Згодом у неї з'явилося ще троє молодших братів. При народженні найменшого матір, яка була ще дуже молодою, пішла з життя. Авґусті на той час ще не виповнилося п'яти років. Батько невдовзі одружився із рідною сестрою першої дружини, Кароліною. Від цього шлюбу з'явилося шестеро єдинокровних братів та сестер Августи.
У 27 років принцеса взяла шлюб із 26-річним великим герцогом Мекленбург-Шверінським Фрідріхом Францем II, який був закоханий у неї з дитинства. Заручини відбулися 25 липня 1849 року. Вінчання пройшло 3 листопада 1849 року у Людвігслюсті. Шлюб виявився гармонійним, у подружжя народилося шестеро дітей. 
Хоча герцогська резиденція вже десятиліття перебувала в Шверіні, будівництво замку ще тривало. Подружжя в'їхало до нової резиденції лише у 1857 році. Літні місяці сімейство проводило у палаці Людвігслусту.
Авґуста була відома як побожна, благочестива та милосердна жінка. Разом із чоловіком активно займалася справами благодійності. Із Фрідріхом Францем вони виглядали «Ідеалом супутників життя».
У 39 років велика герцогиня пішла з життя у Шверіні. При дворі вважалося, що причина її смерті серцево-судинна хвороба. Один із біографів згадував також гарячку. Втім, громадськість вважала, що до трагічного кінця призвели сухоти. Похована Августа у крипті Шверинського собору.

## Родина

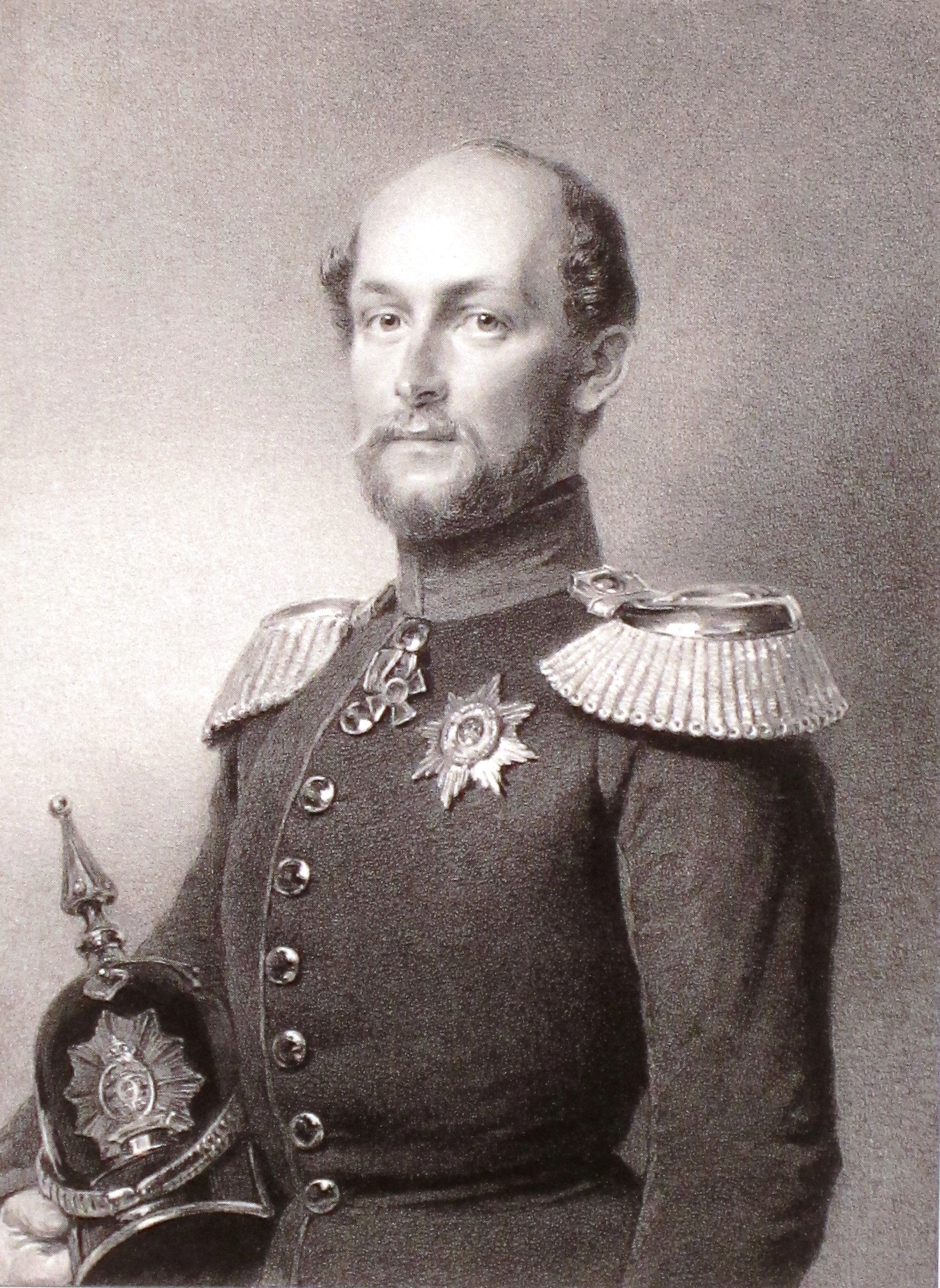
Фрідріх Франц II

Чоловік — Фрідріх Франц II, великий герцог Мекленбург-Шверінський
Діти:
- Фрідріх Франц (1851—1897) — наступний великий герцог Мекленбург-Шверінський, був одружений із великою княжною Російської імперії Анастасією Романовою, мав трьох дітей;
- Пауль Фрідріх (1852—1923) — герцог Мекленбург-Шверінський, генерал кінноти мекленбурзької армії, був одружений із Марією цу Віндіш-Грец, мав четверо дітей;
- Марія Александріна (1854—1920) — дружина великого князя Російської імперії Володимира Романова, мала п'ятеро дітей;
- Миколай (1855—1856) — помер немовлям;
- Йоганн Альбрехт (1857—1920) — регент Мекленбург-Шверіна у 1897—1901, регент Брауншвейга в 1907—1913, генерал кінноти пруської армії, був двічі одружений, дітей не мав;
- Александр (13 серпня 1859) — помер відразу після народження.

## Титули
- 26 травня 1822—3 листопада 1849 — Її Світлість Принцеса Августа Ройсс-Кестріцька;
- 3 листопада 1849—3 березня 1862 — Її Королівська Високість Велика Герцогиня Мекленбург-Шверіну.

## Вшанування
- У 1905 році діти Авґусти замовили скульптору Вільгельму Вандшнайдеру пам'ятний камінь із бронзовим рельєфним портретом матері, який згодом було встановлено у саду Шверінського замку.[6]